# Bastia Umbra
Bastia Umbra és un comune (municipi) de la província de Perusa, a la regió italiana d'Úmbria, situat uns 15 km al sud-est de Perusa.
L'1 de gener de 2018 tenia 21.773 habitants.
Bastia Umbra limita amb els municipis de Assisi, Bettona, Perusa i Torgiano.

## Història
Les primeres notícies sobre assentaments a la zona daten del segle xi dC, tot i que la presència de ruïnes romanes testimonia que estava habitada també a l'antiguitat. A l'edat mitjana, Bastia es va enredar en la lluita entre Assís i Perusa; el 1319, després d'un setge de set mesos, les tropes d'aquesta última van destrossar-la. Bastia va ser tanmateix reconstruïda amb un nou castell i 18 torres. De 1300 a 1594 va ser una possessió de Perusa, i posteriorment dels Estats pontificis. L'epítet "Umbra" es va afegir després de l'annexió al nou Regne d'Itàlia el 1860.

## Geografia
- Altitud mitjana: 200 msnm
- Punt més alt: 215 msnm
- Punt més baix: 180 msnm

## Llocs d'interès
- Església de Santa Croce, construïda el 1295 en pedra blanca i rosa. Té una façana gòtica des de 1334.

## Ciutats agermanades
- Höchberg, Alemanya
- Sant Sadurní d'Anoia, Catalunya
- Luz-Saint-Sauveur, França